# Трип (Јужна Дакота)
Трир (енгл. Tripp) град је у америчкој савезној држави Јужна Дакота.

## Демографија
По попису из 2010. године број становника је 647, што је 64 (-9,0%) становника мање него 2000. године.
| Група             | 2000.       | 2010.       |
| Белци             | 692 (97,3%) | 629 (97,2%) |
| Афроамериканци    | 0 (0,0%)    | 0 (0,0%)    |
| Азијати           | 2 (0,3%)    | 1 (0,2%)    |
| Хиспаноамериканци | 10 (1,4%)   | 11 (1,7%)   |
| Укупно            | 711         | 647         |